# Криза у Републици Српској 1997. и 1998. године
Кризу у Републици Српској 1997. и 1998. изазвао је политички сукоб између реформистичке фракције коју је предводила предсједница Републике Српске Биљане Плавшић и тврдолинијашке националистичке коју је предводио бивши предсједник Радован Караџић и његови сарадници из тадашње владајућe Српскe демократскe странкe. Криза је решена ванредним изборима и победом опозиције и Плавшићеве.

## Сукоб
Ратни лидер босанских Срба Радован Караџић поднио је оставку због међународног притиска на мјесто предсједника Републике Српске. На првим послератним изборима одржаним 1996. године, очекивано је победила Караџићева Српска демократска странка (СДС). На изборима за Предсједништво Босне и Херцеговине побиједио је Момчило Крајишник (СДС), досадашњи предсједник Народне скупштине, а током рата друга најутицајнија политичка личност у Републици Српској. Председник Владе постао је Гојко Кличковић, а за председника Народне скупштине Драган Калинић. Истовремено, на предсједничким изборима бивша чланица Предсједништва СР Босне и Херцеговине и потпредсједница Републике Српске Биљана Плавшић постала је прва жена на челу било којег српског ентитета у историји. Убрзо је дошла у сукоб са Крајишником и Караџићем, који су и након повлачења са свих државних и партијских дужности остали веома утицајни. Сукоб је првенствено био на линији формалне и неформалне моћи, али и преласка из ратних у мирнодопске услове. На видјело су изашли и антагонизми између источног и западног дијела Републике Српске и питање главног града, који је са ратног мјеста на Палама, мимо Устава, премјештен у Бања Луку.
Народну скупштину, изабрану на општим изборима 1996. године, распустила је 3. јула 1997. предсједница Републике Српске Биљана Плавшић. Скупштина није прихватила то распуштање и наставила је рад доношењем аката који ће касније бити поништени. Парламент је 5. јула изгласао да се председници Биљани Плавшић одузму овлашћења и пренесу на Врховни савет одбране. Плавшић се у међувремену састала са специјалним изаслаником САД за бившу Југославију Питером Галбрајтом у Бања Луци и наставила да учвршћује своју подршку међународне заједнице.
У прољеће 1997. Република Српска је ушла у стање политичке кризе. Републичка полиција је била подијељена, источни дио је подржавао Крајишника и већину СДС-а, док је западни дио подржавао Плавшић. У Бања Луци су у септембру избили нереди, а демонстранти су наводно покушавали да заузму Предсједничку палату и државну телевизију. Предсједница Плавшић оптужила је руководство СДС-а и присталице Караџића за покушај државног удара.
Један полицајац је упуцан док су снаге НАТО-а спријечиле преко 50 аутобуса лојалиста Караџића да стигну до митинга у Бања Луци. Само око 150 људи је завршило на демонстрацијама против Плавшић. Портпароли Организације за европску безбедност и сарадњу рекли су да покушај пуча неће утицати на изборе у региону. Потпуковник Мајк Врајт, портпарол међународних мировних снага СФОР-а предвођених НАТО-ом, задржао је контролу током покушаја пуча. Он је такође рекао да је СФОР запленио десетине оружја од Крајишникових телохранитеља који су били заробљени у бањалучком хотелу Босна од стране проплавшићеве гомиле. Укупно је заплењено 37 комада оружја, укључујући 22 комада оружја дуге цеви. Портпарол СФОР-а је даље додао да су министри Владе у хотелу, укључујући Крајишника, првобитно одбили да буду евакуисани. На крају су одведени у базу НАТО-а. Председник Србије Слободан Милошевић позвао је и Плавшић и Крајишника у Београд 25. септембра у покушају да реши кризу.

## Исход
На ванредним парламентарним изборима 1997. године уједињена опозиција предвођена Српским националним савезом, странком коју је у међувремену формирала Плавшићева, Социјалистичка партија, коју су предводили Драго Илић и Живко Радишић, и Савез независних социјалдемократа, су побиједили. На приједлог Плавшићеве, Народна скупштина је за премијера изабрала Милорада Додика, иако је његова странка тада имала само два посланика. Плавшић и Додик су имали подршку Сједињених Држава у спровођењу реформи и избацивању из политичког живота тада осумњичених ратних злочинаца, међу којима је и Радован Караџић.

## Даљи ток догађаја
Биљана Плавшић изгубила је на предсједничким изборима у Републици Српској 1998. године од Николе Поплашена из Српске радикалне странке Републике Српске, којег је подржала и Српска демократска странка. Међутим, у септембру 1999. Поплашена је с дужности смијенио високи представник за Босну и Херцеговину, Карлос Вестендорп, након што је одбио да номинује Милорада Додика за премијера, умјесто тога опредијелио се за Момчила Крајишника и Драгана Калинића.